# Eriopyga cymax
Eriopyga cymax är en fjärilsart som beskrevs av Dyar 1912. Eriopyga cymax ingår i släktet Eriopyga och familjen nattflyn. Inga underarter finns listade i Catalogue of Life.